# Feinsum
Feinsum (en néerlandais : Finkum) est un village de la commune néerlandaise de Leeuwarden, dans la province de Frise.

## Géographie
Le village est situé dans le nord-ouest de la Frise, près de la ville de Stiens.

## Histoire
Feinsum fait partie de la commune de Leeuwarderadeel avant le 1er janvier 2018, où elle est supprimée et rattachée à celle de Leeuwarden.

## Démographie
Le 1er janvier 2017, le village comptait 165 habitants.